# Tefé
Tefé é um município brasileiro do interior do estado do Amazonas, na Região Norte do país. Sua população, de acordo com estimativas do Instituto Brasileiro de Geografia e Estatística (IBGE) em 2021, era de 59 250 habitantes. Sua área territorial é de 23 808 quilômetros quadrados, sendo o quadragésimo oitavo maior município do Brasil em área e o vigésimo terceiro do Amazonas.
Está distante 523 quilômetros de Manaus, capital do estado, e 2304 quilômetros de Brasília, capital nacional.

## História

### Primórdios
A área em que hoje se localiza o atual município de Tefé era, nos primórdios, habitada pelos indígenas, predominantemente as tribos Tupebas ou Tapibas. O nome Tefé origina-se destas tribos.

O padre Samuel Fritz foi enviado para o Amazonas a serviço da Espanha e fundou as primeiras missões jesuíticas na região para catequizar os indígenas. Essas missões também eram responsáveis por prestar serviços sociais à comunidade indígena. Os portugueses, desrespeitando o Tratado de Tordesilhas, subiram o Rio Solimões, vindos do Grão-Pará, com a finalidade de conquistar o Amazonas e dominar as terras dos espanhóis, o que resultou em um grande conflito entre as duas nações, quando esses chegaram à região.

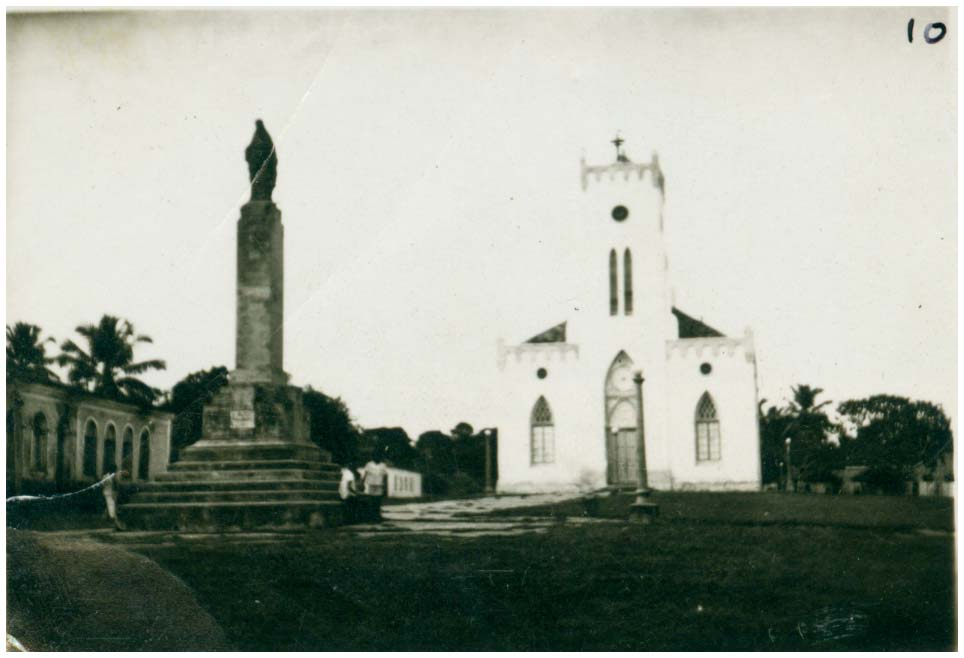
Praça e catedral de Santa Teresa D'Ávila ao fundo, em Tefé, Amazonas

O governador do Grão-Pará enviou tropas comandadas pelo Capitão Correia de Oliveira, em 1708, para expulsar os espanhóis. Assim sendo, o padre Sana promulgou que Samuel Fritz deveria deixar a região do Amazonas, conforme ordem da Coroa Portuguesa. Samuel Fritz se retirou e foi até o Peru em busca de apoio para combater os portugueses. Muitos indígenas que lutavam em apoio aos portugueses morreram vítimas do confronto, e novamente os espanhóis voltaram a dominar a região, conforme já estava estabelecido pelo Tratado de Tordesilhas.
Em 1709, portugueses e espanhóis voltaram a entrar em confronto. Novamente, Portugal sai vitorioso, o que leva os índios a uma fuga em massa para o interior das matas, adentrando a foz do lago Tefé, onde atualmente está a área do município de Tefé.

### Colonização portuguesa
Pouco tempo depois, o frei André da Costa chega à região com a finalidade de tomar contas das missões da Ilha dos Veados e Parauari. A partir de 1718, frei André da Costa, temendo novos ataques dos espanhóis, entrou pela foz do lago Tefé, fixando-se na margem direita deste com seus seguidores peregrinos.
O Tratado de Madrid foi assinado alguns anos depois, pelos reis de Espanha e Portugal. O tratado visava dar fim às lutas entre os dois países pela posse das terras do norte brasileiro, e procurava delimitar o território de domínio dos dois países na região. A área de Tefé passou a ser usada como limite territorial do domínio das duas Coroas, mas ainda assim, nenhuma das duas nações mostrava-se disposta a ceder a região de Tefé, o que causava enorme discussão à época. Apesar da tensão, Portugal mantinha predominantemente sua influência sobre Tefé.
Tefé foi elevada à categoria de vila em 1759, título concedido pelos portugueses. A vila passou a chamar-se Vila de Ega, e fazia parte da Capitania de São José do Rio Negro. A discussão sobre os limites territoriais sob domínio espanhol continuava, até que uma expedição demarcadora, comandada por D. Francisco de Requena, foi enviada pela Espanha. A expedição ocupou todo o Solimões até as proximidades da Vila de Ega. Em 1787, o português Manoel Lobo d’Almada assumiu a capitania de São José do Rio Negro e deu início à expulsão por completo dos espanhóis.

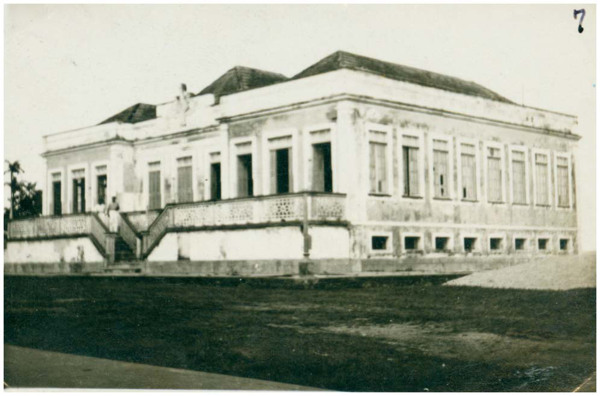
Vista parcial da Prefeitura de Tefé, século XIX

Tefé foi desmembrada em 1817, quando uma de suas vilas, Olivença, recebeu status de município, com território desmembrado de Tefé. No entanto, tempos depois, o município de Olivença foi suprimido e seu território retornou ao de Tefé. Nessa época, a comarca do Alto Amazonas, que compreendia o atual estado do Amazonas, era formado por apenas quatro municípios, sendo que um deles era Tefé. Em relação à área territorial, Tefé chegou a ser o maior município do mundo em território, abrangendo vastíssima região, superior a 500.000 km², equivalente ao território atual da Tailândia.
Em 1833, o governo da província do Grão-Pará obteve o controle de Ega, devido à delimitação territorial feita entre Portugal e Espanha. O Grão-Pará ignorou a denominação Vila de Ega e restituiu o nome da região para Tefé. Em 1850, o Amazonas foi desmembrado do Grão-Pará e elevado à categoria de província, sendo que Tefé passou a fazer parte da nova província. Cinco anos depois, em 1855, o Governo da Província do Amazonas elevou Tefé à categoria de cidade.

## Demografia
A população do município, de acordo com estimativas do Instituto Brasileiro de Geografia e Estatística (IBGE) em 2021 era de 59 250 habitantes, sendo o 8º mais populoso do estado e apresentando uma densidade populacional de 2,52 habitantes por km². Segundo o censo de 2010, promovido pelo mesmo órgão estatístico, 50,7% da população eram homens (31 518 habitantes), 49,3% (29 945 habitantes) mulheres, 88% (50 069 habitantes) vivia na zona urbana e 12% (11 384 habitantes) na zona rural.

### Composição étnica
Os traços culturais, políticos e econômicos herdados dos portugueses são notáveis e marcantes no município de Tefé. Desenvolveu-se assim, mas, voltando um pouco atrás na história, não se pode esquecer a importância dos indígenas no quesito contribuição étnica. Foram eles que iniciaram a ocupação humana no Brasil.
Na sua formação histórica, a demografia tefeense é o resultado da miscigenação das três etnias básicas que compõem a população brasileira: o indígena, o europeu e o negro, formando, assim, os mestiços da região. Mais tarde, com a chegada dos imigrantes, formou-se um caldo de cultura singular, que caracteriza a população tanto da cidade quanto do estado, seus valores e modo de vida. No entanto, é muito notável a predominância da influência do indígena brasileiro no município, devido principalmente ao fato de esse estar situado no estado com a maior população indígena no país. Outra etnia marcante no município é o caboclo (também chamado mameluco), resultado da miscigenação do indígena com o branco.
Segundo o censo demográfico de 2010, realizado pelo Instituto Brasileiro de Geografia e Estatística, a população de Tefé está composta por: pardos (79,78% ou 15 944 habitantes); brancos (15,66% ou 3 233 habitantes); indígenas (1,48% ou 378 habitantes); pretos (2,49% ou 952 habitantes) e amarelos (0,60% ou 214 habitantes). O município possui um dos maiores percentuais de população branca no estado.

### Religião
Tal qual a variedade cultural verificável em Tefé, são diversas as manifestações religiosas presentes. Embora tenha se desenvolvido sobre uma matriz social eminentemente católica, tanto devido à colonização quanto à imigração — e ainda hoje a maioria da população da cidade declara-se católica, é possível encontrar atualmente na cidade dezenas de denominações protestantes diferentes, assim como a prática do candomblé, das religiões orientais, das religiões cristãs restauracionistas, do espiritismo, entre outras. Nos últimos anos, as denominações protestantes, principalmente de cunho pentecostal e neopentecostal, têm crescido bastante na cidade. De acordo com dados de 2000, do Instituto Brasileiro de Geografia e Estatística (IBGE), a população de Tefé está composta por: católicos (46.541 habitantes); protestantes (15.146 habitantes); pessoas sem religião (1.351 habitantes); espíritas (755 habitantes); umbandistas e candomblecistas (10 habitantes) e religiões orientais (7 habitantes). Entre as igrejas protestantes, destacam-se a Assembleia de Deus e Igreja Universal do Reino de Deus. Entre as denominações cristãs restauracionistas, destacam-se A Igreja de Jesus Cristo dos Santos dos Últimos Dias e as Testemunhas de Jeová. Não se teve registro de tradições esotéricas. Pessoas com outras religiosidades eram 738 habitantes.

## Geografia
De acordo com a divisão do Instituto Brasileiro de Geografia e Estatística vigente desde 2017, o município pertence às regiões geográficas intermediária e imediata de Tefé. Até então, com a vigência das divisões em microrregiões e mesorregiões, o município fazia parte da microrregião de Tefé, que por sua vez estava incluída na mesorregião do Centro Amazonense.

### Clima
Segundo dados do Instituto Nacional de Meteorologia (INMET), desde 1969 (a partir de 1° de setembro) a menor temperatura registrada em Tefé foi de 14,6 °C em 27 de junho de 1994, e a maior atingiu 39,7 °C em 25 de fevereiro de 2007. O maior acumulado de precipitação em 24 horas foi de 163,9 milímetros (mm) em 27 de setembro de 2000. Janeiro de 2012, com 637,2 mm, foi o mês de maior precipitação.
| Dados climatológicos para Tefé | Dados climatológicos para Tefé | Dados climatológicos para Tefé | Dados climatológicos para Tefé | Dados climatológicos para Tefé | Dados climatológicos para Tefé | Dados climatológicos para Tefé | Dados climatológicos para Tefé | Dados climatológicos para Tefé | Dados climatológicos para Tefé | Dados climatológicos para Tefé | Dados climatológicos para Tefé | Dados climatológicos para Tefé | Dados climatológicos para Tefé |
| Mês | Jan                            | Fev                            | Mar                            | Abr                            | Mai                            | Jun                            | Jul                            | Ago                            | Set                            | Out                            | Nov                            | Dez                            | Ano                            |
| --- | ------------------------------ | ------------------------------ | ------------------------------ | ------------------------------ | ------------------------------ | ------------------------------ | ------------------------------ | ------------------------------ | ------------------------------ | ------------------------------ | ------------------------------ | ------------------------------ | ------------------------------ |
| Temperatura máxima recorde (°C) | 37,4                           | 39,7                           | 37,2                           | 36,4                           | 36                             | 36,8                           | 37,4                           | 37,6                           | 38,6                           | 38,2                           | 38                             | 37,6                           | 39,7                           |
| Temperatura máxima média (°C) | 32,1                           | 32,1                           | 32,3                           | 32,1                           | 31,7                           | 31,7                           | 32,2                           | 33                             | 33,4                           | 33,3                           | 32,8                           | 32,5                           | 32,4                           |
| Temperatura média compensada (°C)                                                                                                   | 26,6                           | 26,5                           | 26,7                           | 26,7                           | 26,5                           | 26,3                           | 26,4                           | 27                             | 27,3                           | 27,1                           | 27,1                           | 26,8                           | 26,8                           |
| Temperatura mínima média (°C) | 22,6                           | 22,6                           | 22,5                           | 22,7                           | 22,7                           | 22,1                           | 21,9                           | 22,2                           | 22,3                           | 22,5                           | 22,7                           | 22,6                           | 22,5                           |
| Temperatura mínima recorde (°C) | 18                             | 15,8                           | 18,2                           | 18,9                           | 18,4                           | 14,6                           | 14,9                           | 15,4                           | 18,8                           | 19,4                           | 18,8                           | 19                             | 14,6                           |
| Precipitação (mm) | 274,2                          | 247,1                          | 306,5                          | 297,1                          | 254,3                          | 158,2                          | 120,5                          | 96,4                           | 132,9                          | 160,3                          | 181                            | 217,2                          | 2 445,7                        |
| Dias com precipitação (≥ 1 mm) | 18                             | 17                             | 18                             | 19                             | 17                             | 14                             | 11                             | 9                              | 11                             | 12                             | 13                             | 16                             | 175                            |
| Umidade relativa compensada (%) | 90                             | 89                             | 89,4                           | 89,9                           | 90,8                           | 89                             | 88,1                           | 86,8                           | 86,6                           | 87,5                           | 88,2                           | 89,2                           | 88,7                           |
| Insolação (h) | 140,2                          | 112,3                          | 127,5                          | 125,2                          | 130,9                          | 142,5                          | 181                            | 191,8                          | 180,2                          | 170,3                          | 148,3                          | 140,9                          | 1 791,1                        |
| Fonte: Instituto Nacional de Meteorologia (INMET) (normal climatológica de 1981-2010; recordes de temperatura: 01/09/1969-presente) |                                |                                |                                |                                |                                |                                |                                |                                |                                |                                |                                |                                |                                |

## Economia
A cidade de Tefé exerce forte influencia econômica sobre as cidades de Alvarães, Uarini, Fonte Boa, Maraã, Jutaí, Carauari, Eirunepé, São Paulo de Olivença, Santo Antônio do Içá e Tabatinga.